# Gymnoscelis indicata
Gymnoscelis indicata är en fjärilsart som beskrevs av Walker 1866. Gymnoscelis indicata ingår i släktet Gymnoscelis och familjen mätare. Inga underarter finns listade i Catalogue of Life.